# Casa José Castro
La casa José Castro, también conocida como Castro-Breen Adobe, es una casa histórica de adobe ubicada en San Juan Bautista (California), Estados Unidos, frente a la Plaza de San Juan. La casa de arquitectura colonial de Monterey fue construida entre 1838 y 1841 por el general José Castro, exgobernador de Alta California. Después se vendió a la familia Breen, que vivió allí hasta 1933, cuando la casa se convirtió en museo como parte del Parque Histórico Estatal San Juan Bautista.
Está catalogada como un Monumento Histórico Nacional.

## Historia
El padre de José Antonio Castro, José Tiburcio Castro, era militar, miembro de la Diputación (la legislatura de la Alta California), administrador de la Misión San Juan Bautista después de su exclaustración y concesionario de Rancho Sausal. El señor Castro usó su posición para obtener concesiones de tierras para familiares y amigos. Su hijo recibió un terreno frente a la Plaza de San Juan, donde construyó una casa de adobe en 1841. José Antonio Castro usó la casa como base administrativa para sus operaciones militares (el cuartel de los soldados estaba al lado) y dejó que su secretaria la usara como una residencia.
En 1848, José Antonio Castro vendió la propiedad a Patrick Breen, sobreviviente de la Expedición Donner. Su familia la ocupó hasta 1933, cuando fue declarada Monumento Histórico de California y comprada por Parques Estatales de California, que la incorporó al Parque Histórico Estatal de San Juan Bautista.
El parque utiliza esta edificación como una casa museo totalmente amueblada, que muestra cómo era la vida doméstica en California a mediados del siglo XIX. Fue declarada Monumento Histórico Nacional en 1970.

## Arquitectura
Es una casa de adobe de dos pisos, terminada en un estilo colonial de Monterey. Está revestida de estuco e incluye porches cubiertos de cuerpo entero en el segundo piso, característicos de la arquitectura colonial de Monterey. Tiene un tejado a dos aguas con paredes revestidas en yeso. La estructura de madera es muy similar a la arquitectura utilizada en Nueva Inglaterra.
Hoy en día, la propiedad incluye una huerta y un jardín de media hectárea, abiertos al público como parte del parque histórico estatal.